# Неда (Њемачка)
Неда (њем. Nöda) град је у њемачкој савезној држави Тирингија. Једно је од 55 општинских средишта округа Земерда. Према процјени из 2010. у граду је живјело 851 становника. Посједује регионалну шифру (AGS) 16068037.

## Географски и демографски подаци
Неда се налази у савезној држави Тирингија у округу Земерда. Град се налази на надморској висини од 170 метара. Површина општине износи 6,4 km². У самом граду је, према процјени из 2010. године, живјело 851 становника. Просјечна густина становништва износи 133 становника/km².

## Међународна сарадња
| Мјесто | Држава    | Врста сарадње | Од    |
| ------ | --------- | ------------- | ----- |
|        | Француска | партнерство   | 1996. |
| Извор  |           |               |       |